# Tipo 1943
Los Tipo 1943 o modelo M601 fue el primer cazasubmarinos alemán, construido en 1944 en el astillero Neptun. Fue apresado por los británicos en 1945, siendo desguazado tres años después de finalizar la Segunda Guerra Mundial.

## Historia
Como sucesores de los dragaminas del tipo 1940, la Kriegsmarine encargó un diseño que permitiera que barcos de tamaño similar se construyeran a razón de uno por semana, en los astilleros de Europa desde Rostock a Tolón.
Se construyeron 4 versiones estándar para emplearlos como cazasubmarinos, torpederos y buques escuela. 
Se construyeron un total de 21 navíos, entrando en servicio en noviembre de 1944 hasta el final de la Segunda Guerra Mundial. 

## Series
Serie-Construcción-Botadura-Baja-Observaciones
- M601-   Neptun-Werft, Rostock - 31.08.1944 - 22.11.1944-   Apresado por los británicos
- M602-    Neptun-Werft, Rostock-   21.10.1944-   14.12.1944-    Apresado por los británicos
- M603-    Neptun-Werft, Rostock-   02.11.1944-   31.12.1944-    Apresado por los británicos
- M604-    Neptun-Werft, Rostock-   10.11.1944-   18.01.1945-    Apresado por los británicos
- M605-    Neptun-Werft, Rostock-   13.12.1944-   03.02.1945-    Apresado por los británicos
- M606-    Neptun-Werft, Rostock-   20.12.1944-   16.03.1945-    Apresado por EE. UU
- M607-    Neptun-Werft, Rostock-   30.12.1944-   16.03.1945-    Apresado por EE. UU
- M608-    Neptun-Werft, Rostock-   20.01.1945-   20.03.1945-    Apresado por EE. UU
- M609-    Neptun-Werft, Rostock-   29.01.1945-   27.03.1945-    Apresado por EE. UU
- M610-    Neptun-Werft, Rostock-   27.02.1945-   05.10.1945-    Apresado por EE. UU
- M611-    Neptun-Werft, Rostock-   12.03.1945-   ??.??.1945-    Apresado por EE. UU
- M612-    Neptun-Werft, Rostock-   23.03.1945-   01.04.1945-    Apresado por los británicos
- M613-    Neptun-Werft, Rostock-         1945-             -    Sin finalizar.
- M614-    Neptun-Werft, Rostock-         1945-             -    Sin finalizar.
- M615-    Neptun-Werft, Rostock-         1945-             -    Sin finalizar.
- M616-    Neptun-Werft, Rostock-         1945-             -    Sin finalizar.
- M617-    Neptun-Werft, Rostock-             -             -   Proyecto sin iniciar.
- M618-    Neptun-Werft, Rostock-             -             -    Proyecto sin iniciar.
- M619-    Neptun-Werft, Rostock-             -             -    Proyecto sin iniciar.
- M620-    Neptun-Werft, Rostock-             -             -    Proyecto sin iniciar.
- M621-    Neptun-Werft, Rostock-             -             -    Proyecto sin iniciar.
- M622-    Neptun-Werft, Rostock-             -             -    Proyecto sin iniciar.
- M623-    Neptun-Werft, Rostock-             -             -    Proyecto sin iniciar.
- M624-    Neptun-Werft, Rostock-             -             -    Proyecto sin iniciar.
- M625-    Neptun-Werft, Rostock-             -             -    Proyecto sin iniciar.
- M626-    Neptun-Werft, Rostock-             -             -    Proyecto sin iniciar.
- M627-    Neptun-Werft, Rostock-             -             -    Proyecto sin iniciar.
- M628-    Neptun-Werft, Rostock-             -             -    Proyecto sin iniciar.
- M629-    Neptun-Werft, Rostock-             -             -    Proyecto sin iniciar.
- M630-    Neptun-Werft, Rostock-             -             -    Proyecto sin iniciar.
- M631-    Neptun-Werft, Rostock-             -             -    Proyecto sin iniciar.
- M632-    Neptun-Werft, Rostock-             -             -    Proyecto sin iniciar.
- M633-    Neptun-Werft, Rostock-             -             -    Proyecto sin iniciar.
- M801-    Schichau, Königsberg - 09.09.1944-  03.12.1944 - Convertido en el italiano "GAZELLA".
- M802-    Schichau, Königsberg-   29.09.1944-   04.01.1945-    Hundido en Kiel por una bomba.
- M803-    Schichau, Königsberg-    19.10.1944-  17.01.1945-    Convertido en el italiano "DAINO"
- M804-    Schichau, Königsberg-    01.11.1944-   23.01.1945-    Hundido en Kiel por una bomba.
- M805-    Schichau, Königsberg-    09.11.1944-   26.01.1945-    Hundido en Kiel por una bomba.
- M806-    Schichau, Königsberg-    21.11.1944-             -    Apresado por los británicos.
- M807-    Schichau, Königsberg-    13.01.1945-   99%Terminado-  Desguazado más tarde.
- M808-    Schichau, Königsberg-          1945-   99%Terminado-  Desguazado más tarde.
- M809-    Schichau, Königsberg-              -               -  90 % Terminado.
- M810-    Schichau, Königsberg-              -               -  88 % terminado.
- M811-    Schichau, Königsberg-              -               -  85 % terminado.
- M812-    Schichau, Königsberg-              -               -  65 % terminado.
- M813-    Schichau, Königsberg-              -               -  45 % terminado.
- M814-    Schichau, Königsberg-              -               -  Sin terminar.
- M815-    Schichau, Königsberg-              -               -  Sin terminar.
- M816-    Schichau, Königsberg-              -               -  Sin terminar.

- Datos: Q6147218